# يعكوف إيفن
يعكوف إيفن (بالعبرية יעקב אבן المُلقَّب بجاكي إيفن، واسمه الأصلي يعكوف إيبشتاين יעקב אפשטיין وُلد في 17 يوليو 1933-). هو رجل عسكري وإداري إسرائيلي، وتم تسريحه من جيش الدفاع الإسرائيلي برتبة لواء.

## حياته
وُلد يعكوف إيفن في وادي الأردن عام 1933 باسم يعكوف إيبشتاين. قضى طفولته في حيفا، حيث درس في ثانوية "حوجيم" وكان عضوًا في حركة الكشافة. التحق عام 1951، بالجيش الإسرائيلي (צה"ל) وتم فرزه في سلاح المدرعات. هناك، خضع إيفن لتدريب كمقاتل، وأكمل دورة قادة الدبابات. لاحقًا، أنهى دورة الضباط وشغل منصب قائد فصيلة في كتيبة 82 التابعة للواء السابع.
سافر إلى فرنسا للتدرب على دبابات AMX-13، وفي عام 1956 قام بتدريب دورات القيادة في مدرسة سلاح المدرعات. قبيل حرب سيناء، شارك في عملية تضليل تضمنت تحريك قوات من منطقة "حولدا" إلى الحدود الأردنية. خلال الحرب، قاد سرية دبابات من طراز إم 4 شيرمان، تألفت من طلاب مدرسة سلاح المدرعات، وتم تكليفها بمهاجمة قطاع غزة، وتحت قيادته تمكنت السرية من احتلال القطاع بالكامل من شماله إلى جنوبه، وقامت خلال تقدمها بتدمير ثمانية مواقع مصرية محصنة.
أُصيب إيفن مرتين خلال معركة رفح، لكنه مُنِح بعد الحرب وسام تقدير من قائد الجبهة الجنوبية. شغل بعد انتهاء الحرب منصب ضابط دبابات في سلاح المدرعات، حيث قام بوضع العقيدة القتالية الجديدة للسلاح. لاحقًا، خدم كضابط عمليات في اللواء السابع، وكان أحد طلاب الكلية العسكرية المشتركة للقيادة والأركان.
في عام 1965، ترأس بعثة سِرِّيَّة للغاية إلى ألمانيا، كانت أُرسلت لاستلام دبابات "الفتون" التي بيعت للجيش الإسرائيلي بواسطة حلف الناتو. بعد عودة البعثة إلى إسرائيل، تولّى قيادة الكتيبة الجديدة التي تم إنشاؤها، كتيبة 79، ضمن اللواء السابع.
خلال حرب الأيام الستة، شغل منصب نائب قائد اللواء 520 ("فرقة الحصان الجامح")، وهو لواء دبابات من طراز "سنتوريون". أثناء القتال، عُيِّنَ قائدًا للواء بدلًا من إلحانان سيلع، حيث خاض اللواء تحت قيادته معارك مدرعات في شبه جزيرة سيناء، واحتل ممر متلا، ووصل إلى قناة السويس ومدينة رأس سدر. بعد الحرب، سافر إلى الولايات المتحدة للمشاركة في دورة تدريبية متقدمة في سلاح المدرعات بقاعدة "فورت نوكس".
عُيِّنَ في يونيو 1969، قائدًا للواء السّابع، ليصبح بذلك أول قائد للواء بدأ مسيرته كمقاتل فيه، وتدرَّج في جميع المناصب القياديَّة داخله. خلال حرب الاستنزاف، كان اللواء بمثابة قوة احتياطية تابعة لهيئة الأركان العامة، وخاض معارك على الجبهة المصرية. خدم بين عامي 1971 و1972، كقائد لمدرسة سلاح المدرعات في "جوليس".
في حرب يوم الغفران (حرب أكتوبر 1973)، عمل مدربًا في كلية القيادة والأركان (פו"ם)، وفي منصب طارئ، كان نائب قائد الفرقة 143 تحت قيادة أرييل شارون. تولّى قيادة قوات من الفرقة في معارك عنيفة على الجبهة المصرية، وكان مسؤولًا عن إدارة عملية عبور القناة. بعد الحرب، تم تعيينه قائدًا للفرقة، وبين عامي 1976 و1977، شغل منصب نائب قائد الجبهة الجنوبية. بين عامي 1978 و1979، درس في الكلية الملكية للدراسات الدفاعية (Royal College of Defence Studies) في لندن.
رُقِّيَ في عام 1980 إلى رتبة لواء، وعُيِّنَ قائدًا للكلية الوطنية للأمن. في عام 1983، أنهى خدمته العسكرية وسُرِّحَ من الجيش.
بين عامي 1983 و1986، شغل منصب القنصل العام في لوس أنجلوس بالولايات المتحدة. عُيِّنَ في عام 1989 مديرًا عامًا لوزارة المواصلات، وهو المنصب الذي شغله حتى عام 1993. خلال هذه الفترة، كان أيضًا رئيس مجلس إدارة هيئة المطارات، ورئيس لجنة التوجيه لشركتي إل عال وتسيم.
تولَّى بين عامي 1999 و2002 منصب رئيس مجلس إدارة شركة الفحم الوطنية، كما شغل لمدة 18 عامًا منصب المدير العام للشركة الاقتصادية لبلدية "حولون"، حيث أشرف على عدة مشاريع، من بينها مشروع "بناء بيتك"، تأسيس "الميديتك"، إنشاء مُجمَّع صناعات التكنولوجيا الفائقة في المنطقة الصناعية جنوب المدينة، وبناء متحف التصميم في حولون.
نشر في عام 2012، كتابه "في نقطة الثقل - القيادة العسكرية على جبهة القناة في حرب يوم الغفران"، الذي كتبه بالتعاون مع مساعده خلال الحرب، سيمحا معوز. يحلل الكتاب أحداث الجبهة المصرية خلال الحرب، وقد حصل بفضله على جائزة مولدوفان للأدب العسكري.
حصل في عام 2014، على شهادة تقدير من رئيس الأركان تكريمًا لدوره في حرب يوم الغفران، ومساهمته في أمن دولة إسرائيل.

## الحياة الشخصية
متزوج من إستير، وله أربعة أبناء.